# 51e Golden Globe Awards
De 51e Golden Globe Awards werden op 22 januari 1994 uitgereikt in het Beverly Hilton Hotel in Beverly Hills (Californië). De prijsuitreiking werd gepresenteerd door Tim Curry en Faye Dunaway. De nominaties werden op 22 december 1993 bekendgemaakt.

## Film – winnaars en nominaties

### Beste dramafilm
- Schindler's List
  - The Age of Innocence
  - In the Name of the Father
  - The Piano
  - The Remains of the Day

### Beste komische of muzikale film
- Mrs. Doubtfire
  - Dave
  - Much Ado About Nothing
  - Sleepless in Seattle
  - Strictly Ballroom

### Beste regisseur
- Steven Spielberg – Schindler's List
  - Jane Campion – The Piano
  - Andrew Davis – The Fugitive
  - James Ivory – The Remains of the Day
  - Martin Scorsese – The Age of Innocence

### Beste acteur in een dramafilm
- Tom Hanks – Philadelphia
  - Daniel Day-Lewis – In the Name of the Father
  - Harrison Ford – The Fugitive
  - Anthony Hopkins – The Remains of the Day
  - Liam Neeson – Schindler's List

### Beste actrice in een dramafilm
- Holly Hunter – The Piano
  - Juliette Binoche – Three Colours: Blue
  - Michelle Pfeiffer – The Age of Innocence
  - Emma Thompson – The Remains of the Day
  - Debra Winger – A Dangerous Woman

### Beste acteur in een komische of muzikale film
- Robin Williams – Mrs. Doubtfire
  - Johnny Depp – Benny & Joon
  - Tom Hanks – Sleepless in Seattle
  - Kevin Kline – Dave
  - Colm Meaney – The Snapper

### Beste actrice in een komische of muzikale film
- Angela Bassett – What's Love Got to Do with It
  - Stockard Channing – Six Degrees of Separation
  - Anjelica Huston – Addams Family Values
  - Diane Keaton – Manhattan Murder Mystery
  - Meg Ryan – Sleepless in Seattle

### Beste mannelijke bijrol
- Tommy Lee Jones – The Fugitive
  - Leonardo DiCaprio – What's Eating Gilbert Grape
  - Ralph Fiennes – Schindler's List
  - John Malkovich – In the Line of Fire
  - Sean Penn – Carlito's Way

### Beste vrouwelijke bijrol
- Winona Ryder – The Age of Innocence
  - Penelope Ann Miller – Carlito's Way
  - Rosie Perez – Fearless
  - Anna Paquin – The Piano
  - Emma Thompson – In the Name of the Father

### Beste script
- Schindler's List – Steven Zaillian
  - Philadelphia – Ron Nyswaner
  - The Piano – Jane Campion
  - The Remains of the Day – Ruth Prawer Jhabvala
  - Short Cuts – Robert Altman, Frank Barhydt

### Beste filmmuziek
- Heaven & Earth – Kitarō
  - Three Colours: Blue – Zbigniew Preisner
  - The Nightmare Before Christmas – Danny Elfman
  - The Piano – Michael Nyman
  - Schindler's List – John Williams

### Beste filmsong
- "Streets of Philadelphia" – Philadelphia
  - "Again" – Poetic Justice
  - "The Day I Fall in Love" – Beethoven's 2nd
  - "Stay (Faraway, So Close!)" – Faraway, So Close!
  - "Thief of Your Heart" – In the Name of the Father

### Beste niet-Engelstalige film
- Ba wang bie ji (Farewell My Concubine) –  Hongkong
  - La corsa dell'innocente (Flight of the Innocent) –  Italië
  - Justiz (Justice) –  Duitsland
  - Trois couleurs: Bleu (Three Colours: Blue) –  Frankrijk
  - Xi yan (The Wedding Banquet) –  Taiwan

## Films met meerdere nominaties
De volgende films ontvingen meerdere nominaties:
| Nominaties | Film                      | Awards |
| ---------- | ------------------------- | ------ |
| 6          | Schindler's List          | 3      |
| 6          | The Piano                 | 1      |
| 5          | The Remains of the Day    |        |
| 4          | The Age of Innocence      | 1      |
| 3          | In the Name of the Father |        |
| 3          | Philadelphia              | 2      |
| 3          | Sleepless in Seattle      |        |
| 3          | The Fugitive              | 1      |
| 3          | Three Colors: Blue        |        |
| 2          | Dave                      |        |
| 2          | Mrs. Doubtfire            | 2      |

## Cecil B. DeMille Award
- Robert Redford

## Televisie – winnaars en nominaties

### Beste dramaserie
- NYPD Blue
  - Dr. Quinn, Medicine Woman
  - Law & Order
  - Northern Exposure
  - Picket Fences
  - The Young Indiana Jones Chronicles

### Beste komische of muzikale serie
- Seinfeld
  - Coach
  - Frasier
  - Home Improvement
  - Roseanne

### Beste miniserie of televisiefilm
- Barbarians at the Gate
  - And the Band Played On
  - Columbo: It's All in the Game
  - Gypsy
  - Heidi

### Beste acteur in een dramaserie
- David Caruso – NYPD Blue
  - Michael Moriarty – Law & Order
  - Rob Morrow – Northern Exposure
  - Carroll O'Connor – In the Heat of the Night
  - Tom Skerritt – Picket Fences

### Beste actrice in een dramaserie
- Kathy Baker – Picket Fences
  - Heather Locklear – Melrose Place
  - Jane Seymour – Dr. Quinn, Medicine Woman
  - Janine Turner – Northern Exposure
  - Sela Ward – Sisters

### Beste acteur in een komische of muzikale serie
- Jerry Seinfeld – Seinfeld
  - Tim Allen – Home Improvement
  - Kelsey Grammer – Frasier
  - Craig T. Nelson – Coach
  - Will Smith – The Fresh Prince of Bel-Air

### Beste actrice in een komische of muzikale serie
- Helen Hunt – Mad About You
  - Candice Bergen – Murphy Brown
  - Patricia Richardson – Home Improvement
  - Roseanne Barr – Roseanne
  - Katey Sagal – Married... with Children

### Beste acteur in een miniserie of televisiefilm
- James Garner – Barbarians at the Gate
  - Peter Falk – Columbo: It's All in the Game
  - Jack Lemmon – A Life in the Theatre
  - Matthew Modine – And the Band Played On
  - Peter Strauss – Men Don't Tell

### Beste actrice in een miniserie of televisiefilm
- Bette Midler – Gypsy
  - Helena Bonham Carter – Fatal Deception: Mrs. Lee Harvey Oswald
  - Faye Dunaway – Columbo: It's All in the Game
  - Holly Hunter – The Positively True Adventures of the Alleged Texas Cheerleader-Murdering Mom
  - Anjelica Huston – Family Pictures

### Beste mannelijke bijrol in een televisieserie, miniserie of televisiefilm
- Beau Bridges – The Positively True Adventures of the Alleged Texas Cheerleader-Murdering Mom
  - Jason Alexander – Seinfeld
  - Dennis Franz – NYPD Blue
  - John Mahoney – Frasier
  - Jonathan Pryce – Barbarians at the Gate

### Beste vrouwelijke bijrol in een televisieserie, miniserie of televisiefilm
- Julia Louis-Dreyfus – Seinfeld
  - Ann-Margret – Alex Haley's Queen
  - Cynthia Gibb  – Gypsy
  - Cecilia Peck – The Portrait
  - Theresa Saldana – The Commish

## Series met meerdere nominaties
De volgende series ontvingen meerdere nominaties:
| Nominaties | Serie                                                                         | Awards |
| ---------- | ----------------------------------------------------------------------------- | ------ |
| 4          | Seinfeld                                                                      | 3      |
| 3          | Barbarians at the Gate                                                        | 2      |
| 3          | Columbo: It's All in the Game                                                 |        |
| 3          | Frasier                                                                       |        |
| 3          | Gypsy                                                                         | 1      |
| 3          | Home Improvement                                                              |        |
| 3          | Northern Exposure                                                             |        |
| 3          | NYPD Blue                                                                     | 2      |
| 2          | Coach                                                                         |        |
| 2          | Dr. Quinn, Medicine Woman                                                     |        |
| 2          | Law & Order                                                                   |        |
| 2          | Picket Fences                                                                 | 1      |
| 2          | The Positively True Adventures of the Alleged Texas Cheerleader-Murdering Mom | 1      |
| 2          | Roseanne                                                                      |        |